# دارشان رانجاناثان
دارشان رانجاناثان (4 حزيران/يونيو في عام 1941-4 حزيران/يونيو في عام 2001)، هي كيميائية عضوية هندية اشتهرت بعملها في الكيمياء العضوية الحيوية بما في ذلك عملها الرائد في طي البروتين. كما تميزت بشكل كبير بعملها في المجموعات فوق الجزيئية والتصميم الجزيئي والمحاكاة الكيميائية للعمليات البيولوجية الرئيسية، وتوليف الببتيدات الهجينة الوظيفية وتوليف الأنابيب النانوية.

## حياة سابقة
ولدت دارشان رانجاناثان باسم دارشان ماركان في 4 حزيران/يونيو في عام 1941 لوالديها فيديافاتي ماركان وشانتي سواروب في مدينة دلهي. تلقت دارشان تعليمها في دلهي وحصلت على شهادة الدكتوراه في الكيمياء من جامعة دلهي في عام 1967. عملت في الجامعة لأول مرة كمحاضرة ثم أصبحت رئيسة قسم الكيمياء في كلية ميراندا في دلهي، واستمرت في العمل للحصول على زمالة بحثية من عام 1851 من الهيئة الملكية لمعرض عام 1851، ويعود ذلك لتمكينها من البدء بالعمل في فترة ما بعد الدكتوراه في جامعة إمبريال كوليدج في لندن مع الدكتور الكيميائي ديريك بارتون.

## مهنة
بدأت دارشان بحثها في المعهد الهندي للتكنولوجيا في مدينة كانبور في عام 1970. تزوجت في تلك السنة من الكيميائي الهندي سوبرامانيا رانجاناثان التي بدات العمل معه أيضًا على إيجاد المشاكل التي تعترض حدوث آليات التفاعل العضوي في عام 1972، والفن في الاصطناع الحيوي: التحدي الاصطناعي للكيميائي (1976)، والمشاكل الصعبة الأخرى في آليات التفاعل العضوي (1980) بالإضافة إلى تحرير سلسلة متتالية بعنوان «أهم الملامح الحالية للكيمياء العضوية».
واصلت بحثها في المعهد الهندي للتكنلوجيا في كانبور على أساس الزمالات التي تملكها. منعتها القوانين غير المكتوبة من الانضمام إلى الكلية وذلك لأن زوجها كان عضوًا فيها.
بدأت العمل في مختبر البحوث الإقليمي في تريفاندروم في عام 1993، وفي المعهد الهندي للتكنولوجيا الكيميائية في مدينة حيدر أباد في عام 1998  حيث أصبحت نائبة للمدير. أجرت خلال هذه السنوات تعاونًا مستمرًا مع الكيميائية الأمريكية إيزابيلا كارلي في مختبر البحوث البحرية الأمريكي. شخّص الأطباء إصابة دارشان بسرطان الثدي في عام 1997، وتوفيت في عيد ميلادها الستين في عام 2001.
تأسست محاضرة تُعقد كل سنتين باسم «محاضرة الأستاذة دارشان رانجاناثان التذكارية»، والتي ستقدم باسم المرأة العالمة التي قدمت إسهامات بارزة في أي مجال من مجالات العلوم والتكنولوجيا في ذكرى وفاتها من قبل زوجها في عام 2001.

## الانجازات البارزة
كانت دارشان زميلة في الأكاديمية الوطنية للعلوم. فازت أيضا في جائزة مؤسسة علاء فينكاتا راما راو، وزمالة جواهر لال نهرو وجائزة أكاديمية العالم الثالث للعلوم في الكيمياء عام 1999 عن عملها في الكيمياء العضوية الحيوية، وتلقت منحة لتولي منصب مُحاضِرة بدرجة أستاذية سوخ ديف.
كانت دارشان الكيميائية العضوية الأكثر تواجدًا في الهند حتى وقت وفاتها، وكان لديها في السنوات الخمس التي سبقت وفاتها عشرات المنشورات في مجلة الجمعية الكيميائية الأمريكية، وستة في مجلة الكيمياء العضوية وعشرات في مجلات أخرى. نُشرت مساهمتها الضخمة في حسابات البحوث الكيميائية بالإضافة إلى العديد من الأوراق الأخرى بعد وفاتها.
انتخبت أيضًا زميلة في الأكاديمية الهندية للعلوم والأكاديمية الوطنية الهندية للعلوم، وحصلت على العديد من الأوسمة حيث كان آخرها وسام أكاديمية العالم الثالث للعلوم في مجال الكيمياء لمساهماتها البارزة في الكيمياء العضوية الحيوية وخاصة المجموعات فوق الجزيئية، والتصميم الجزيئي والمحاكاة الكيميائية للعمليات البيولوجية الرئيسية، وتوليف الببتيدات الهجينة الوظيفية وتوليف الأنابيب النانوية في عام 1999.

## عمل
كان لرانجاناثان شغفها الخاص في إنتاج العمليات الكيميائية الحيوية الطبيعية في المختبر. ابتكرت بروتوكولًا حقق التكاثر الذاتي للإيميدازول، وهو مكون من الهستاديين والهستامين وله أهمية دوائية. كما طورت محاكاة عمل لدورة اليوريا. مع تطور حياتها المهنية، أصبحت متخصصة في تصميم البروتينات لعقد مجموعة واسعة من المطابقات المختلفة وتصميم البنى النانوية باستخدام الببتيدات ذاتية التجميع.